# Zuane Pizzigano

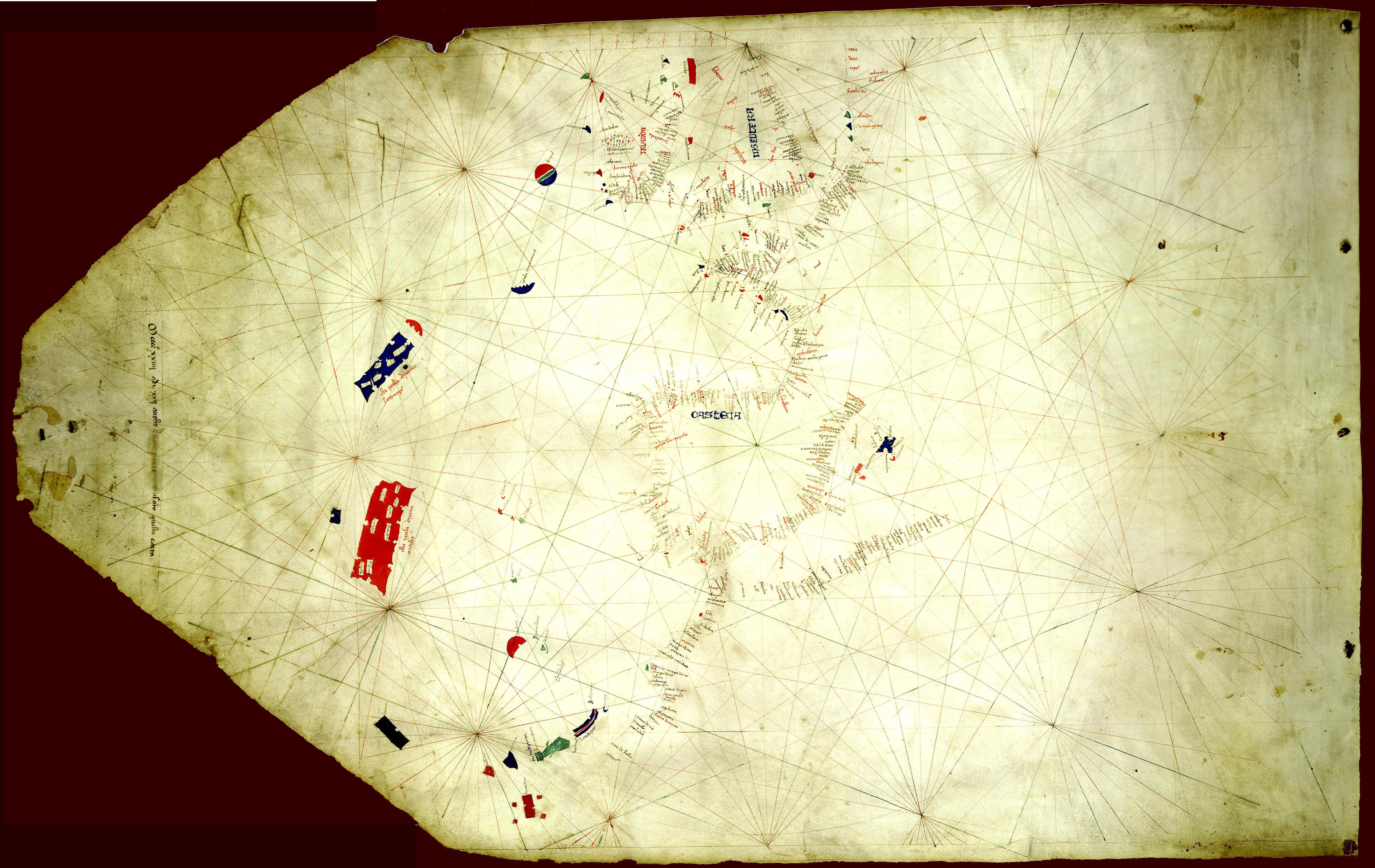
Le portulan de Zuane Pizzigano (1424).

Zuane Pizzigano est un cartographe vénitien du XVe siècle. Il aurait produit une carte navale le 22 août 1424, indiquant les côtes européennes et africaines, les archipels des Açores, de Madère et les îles Canaries, ainsi que quatre autres îles, deux bleues et deux rouges. Ces quatre îles supplémentaires portent les noms de Satanazes, Antillia, Saya et Ymana. Leur localisation (correcte) est largement antérieure au premier voyage de Christophe Colomb.
Le nom de l'auteur de la carte a été raturé et bien qu'il soit possible de discerner « Pizzi.. », les historiens accordent à moitié le crédit de son élaboration à Zuanne Pizzigano.
Gavin Menzies utilise cette carte comme point de départ pour sa théorie de la découverte de l'Amérique par la Chine alors même que tous les noms figurant sur le document sont écrits en langue portugaise.